# Aglia japonica
Aglia japonica är en fjärilsart som beskrevs av John Henry Leech 1889. Aglia japonica ingår i släktet Aglia och familjen påfågelsspinnare. Inga underarter finns listade i Catalogue of Life.